# Каяк (Красноярский край)
Каяк — посёлок в Таймырском Долгано-Ненецком районе Красноярского края Российской Федерации. Входит в сельское поселение Хатанга. До 2007 года входил в Хатангский район Таймырского автономного округа Красноярского края.

## Население
| 2002 | 2010 | 2012 |
| ---- | ---- | ---- |
| 298  | ↘128 | ↘57  |

По сведениям сельского поселения в посёлке фактически проживает 4 человека, из них представители коренной национальности (долгане) — 2 человека.